# 小笠原由祠
小笠原 由祠　（おがさわら ただし、1965年8月27日 - ）は、狂言方和泉流能楽師、師匠は贈八世野村万蔵（五世野村万之丞）、萬狂言関西支部代表、能楽協会会員、旧芸名及び本名は小笠原 匡（おがさわら ただし）。重要無形文化財保持者（総合認定）。
1983年に野村耕介（のちの五世野村万之丞→贈八世野村万蔵）の一番弟子として入門した。1986年、師匠の書生を2年半務めたのち、狂言・「舟ふな」のシテにて初舞台を踏んだ。
2000年1月に師匠が設立した「萬狂言関西支部」の代表に就任するなど、師匠の信頼も厚かった。
なお、2004年6月に師匠の五世万之丞（贈八世万蔵）が満44歳（享年46）で他界したのちは、支部代表として師匠・八世万蔵の弟の九世野村万蔵を支え、若手の狂言方の育成をするなど「萬狂言」の中核を担う狂言方として活動している。
なお、長男の小笠原弘晃（2001年生まれ）も狂言方の道を歩んでいる。また、弘晃の姉に当たる娘が一人いる。

## 年譜
- 1965年、８月２７日に東京都で生まれる。

- 1983年、野村耕介（のちの五世野村万之丞→贈八世野村万蔵）に入門。五世万之丞（八世万蔵）の一番弟子となる。なお、後に妻となる尚子は五世万之丞（八世万蔵）が設立した「わざおぎ塾」の生徒であった。

- 1986年、師匠の付き人を2年半務めたのち、狂言・「舟ふな」シテにて初舞台を踏む。

- 1990年1月、「千歳」を披く

- 1993年3月　、「奈須与市語」 を披く。

- 1993年9月　、師匠・五世万之丞（八世万蔵）の学友である皇太子徳仁親王（当時）の「皇太子殿下 雅子妃殿下 御成婚祝賀記念式典（宮中）」において「萩大名」の太郎冠者を演じる。

- 1996年1月、「三番叟」 を披き独立。

- 2000年、師匠・五世万之丞（八世万蔵）が設立した萬狂言主催の「披の会」にて 「金岡」 を披く。同年、師匠・五世万之丞（八世万蔵）によって萬狂言関西支部代表に任命された。

- 2003年、狂言方の大習（一人前の狂言方になったしるし）である「釣狐」を披く。

- 2004年6月、師匠・五世万之丞（八世万蔵）が死去する。

- 2008年、「花子」を披く。